# La Magdalena (Córdoba)
La Magdalena es un barrio perteneciente al distrito Centro de la ciudad de Córdoba (España). Está situado en la zona oeste del distrito. Limita al norte con los barrios de San Andrés-San Pablo y San Lorenzo; al este, con el barrio de Cerro de la Golondrina-Salesianos; al sur, con los barrios de Santiago y San Pedro; y al oeste, de nuevo con el barrio de San Andrés-San Pablo.

## Monumentos y lugares de interés
- Iglesia de la Magdalena
- Palacio de los Muñices
- Casa del Marqués de Campo Alegre
- Ermita de S. José
- Convento del Carmen de Puerta Nueva ( hoy Facultad de Derecho)
- Casa solariega de los Narváez ( S. XVIII) portada